# Катажина Гоздек
Катажина Гоздек (пол. Katarzyna Gozdek; нар. 12 січня 1996, Польща) — польська футболістка, виступала на позиції захисника. Виступала за дівочу збірну Польщі (WU-17).

## Життєпис
На початку кар'єри на клубному рівні виступала за «Томашовію» (Томашів), «Корону» (Лащув) та КС АЗС (Вроцлав). На дівочому чемпіонаті Європи (WU-17), який проходив у червні 2013 року, виграла золоті медалі у складі дівочої збірної Польщі (WU-17). На початку сезону 2015/16 років стала футболістом «Медиком» (Конін). Після півроку виступів за конінський клуб вирішила перейти в ГОСіРкі (Пясечно), однак після закінчення сезону вирішила залишити команду й наразі залишається вільним агентом.